# タチタネツケバナ
タチタネツケバナ（立種漬花、学名: Cardamine fallax）は、アブラナ科タネツケバナ属の越年草。

## 特徴
茎は直立または下部から分枝し、高さは30-50cm。全体に短毛が多く、下部はふつう帯暗紫色になる。根出葉はロゼット状になり、花期にも残る。葉は互生し、葉柄があり、基部は耳状にならない。葉身は奇数羽状複葉になり、側小葉は3-8対、下部の茎葉には明らかな小葉柄があり、狭長楕円形から倒卵形、ふつう3深裂し、側小葉の小葉柄の基部に線状の副片が不規則につくことがあり、頂小葉は側小葉と同じ大きさかやや大きい。一方、上部の茎葉は披針形から線状披針形で、ほとんど分裂せず、小葉の幅が狭い。
花期は5-6月。茎先に総状花序をつけ、ややまばらに多数の白色の十字形の4弁花をつける。萼片に少し毛が生え、花弁は長さ3-4mm。雄蕊は6個のうち4個が長く、2個が短く横に広がる。雌蕊は1個。果実は長角果、線形で無毛、長さ1-2.5cmになる。種子は長さ1-1.1mm、広楕円形で表面に小隆起がある。染色体数は2n=48の6倍体。

## 分布と生育環境
日本では、本州、四国、九州に分布し、河原、林縁などの乾いた明るい場所に生育する。世界では、朝鮮半島、中国大陸（東部、中部）に分布する。

## 名前の由来
和名タチタネツケバナは、「立種漬花」の意。「たちたねつけばな」は、牧野富太郎が、1903年（または1904年）に東京帝国大学理学部植物学教室図書室にある Otto Eugen Schulz の論文中の原記載の側に、鉛筆で「たちたねつけばな（マキノ）じやにんじんニ肖タル品也」と書き、中井猛之進は、「比和名ガ本植物ニ附ケラレタ一番古イ名デアラウ」としている。中井は、1911年に Flora Koreana 第 2巻441ページに同名で記載し出版している。
種小名（種形容語）fallax は、「偽の」「迷わされる」の意味。

## 分類
本種の学名は、Karol Marhold et al. (2007) により、Cardamine parviflora から　C. fallax に訂正された。C. parviflora は、ヨーロッパ原産の染色体数が2n=16の2倍体であるのに対し、C. fallax は、2n=48の6倍体と明らかに異なる。

## 種の保全状況評価
国（環境省）のレッドデータブック、レッドリストでの選定はない。都道府県のレッドデータ、レッドリストは、東京都が準絶滅危惧(NT)、宮崎県が絶滅危惧IA類(CR-r,g,d)に評価されている 

## ギャラリー

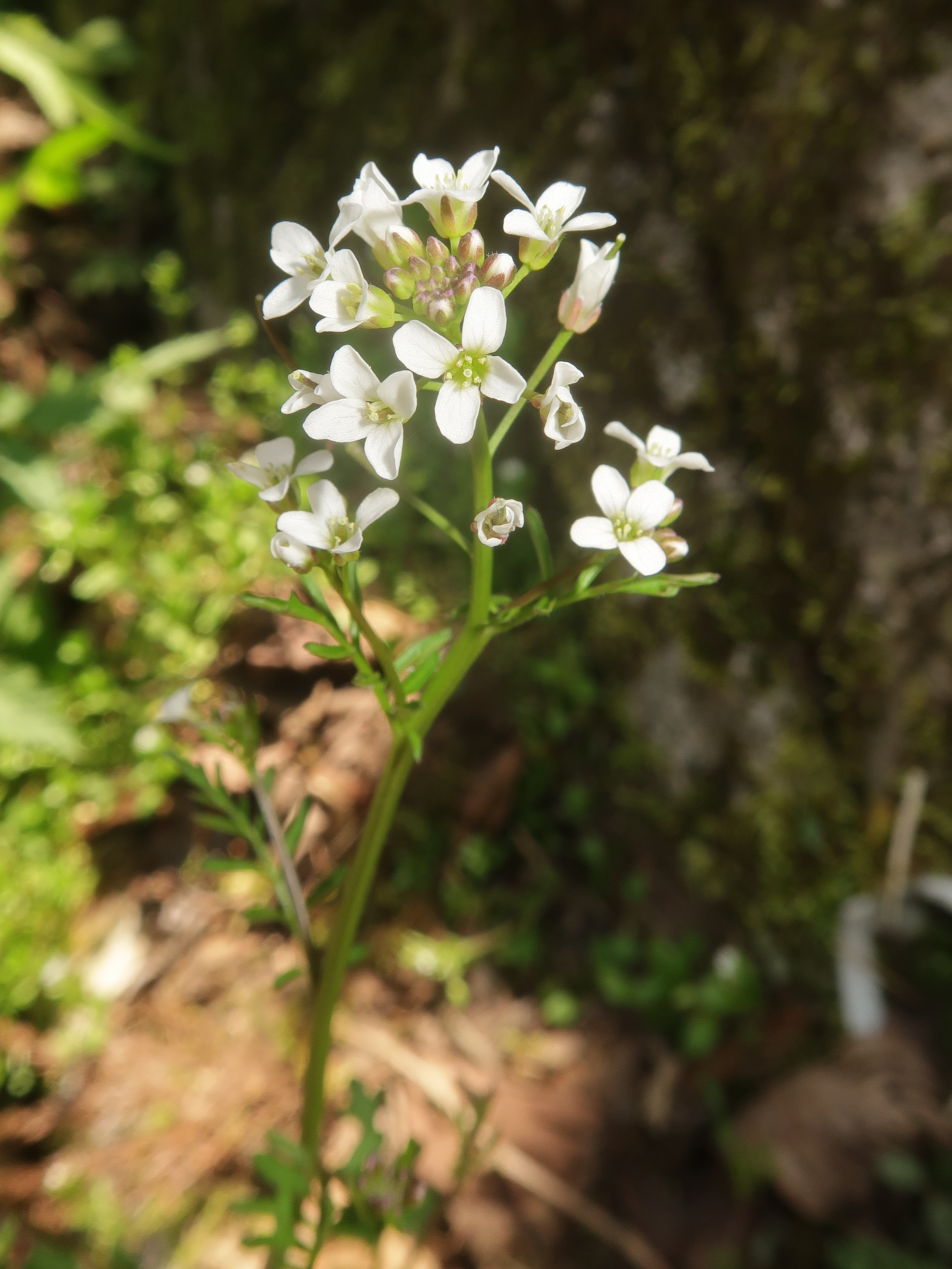
茎先に総状花序をつけ、ややまばらに多数の白色の十字形の4弁花をつける。雄蕊は6個のうち4個が長く、2個が短く横に広がる。
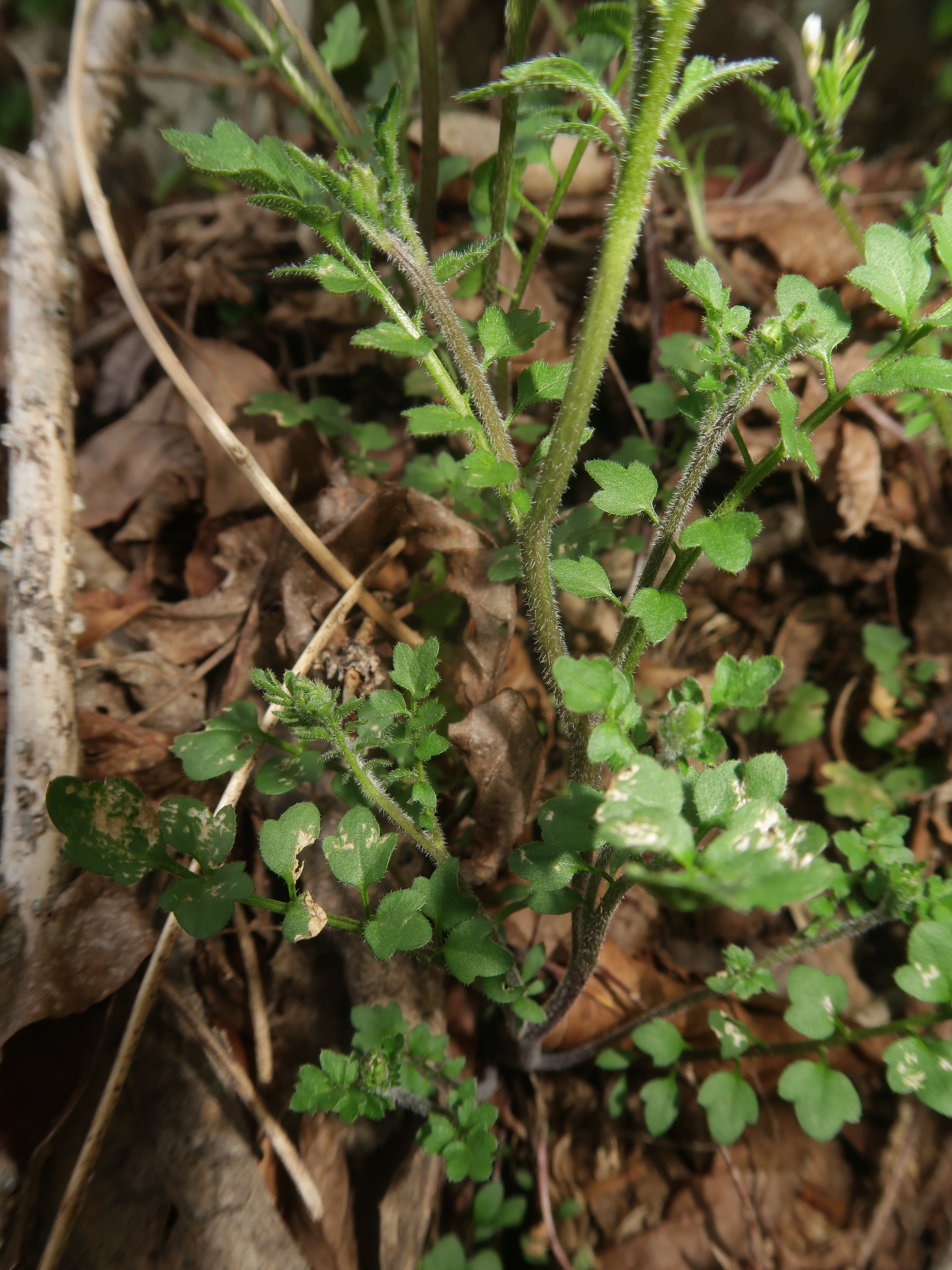
茎下部の葉。葉身は奇数羽状複葉になり、側小葉は3-8対、側小葉には明らかな小葉柄があり、狭長楕円形から倒卵形、ふつう3深裂する。
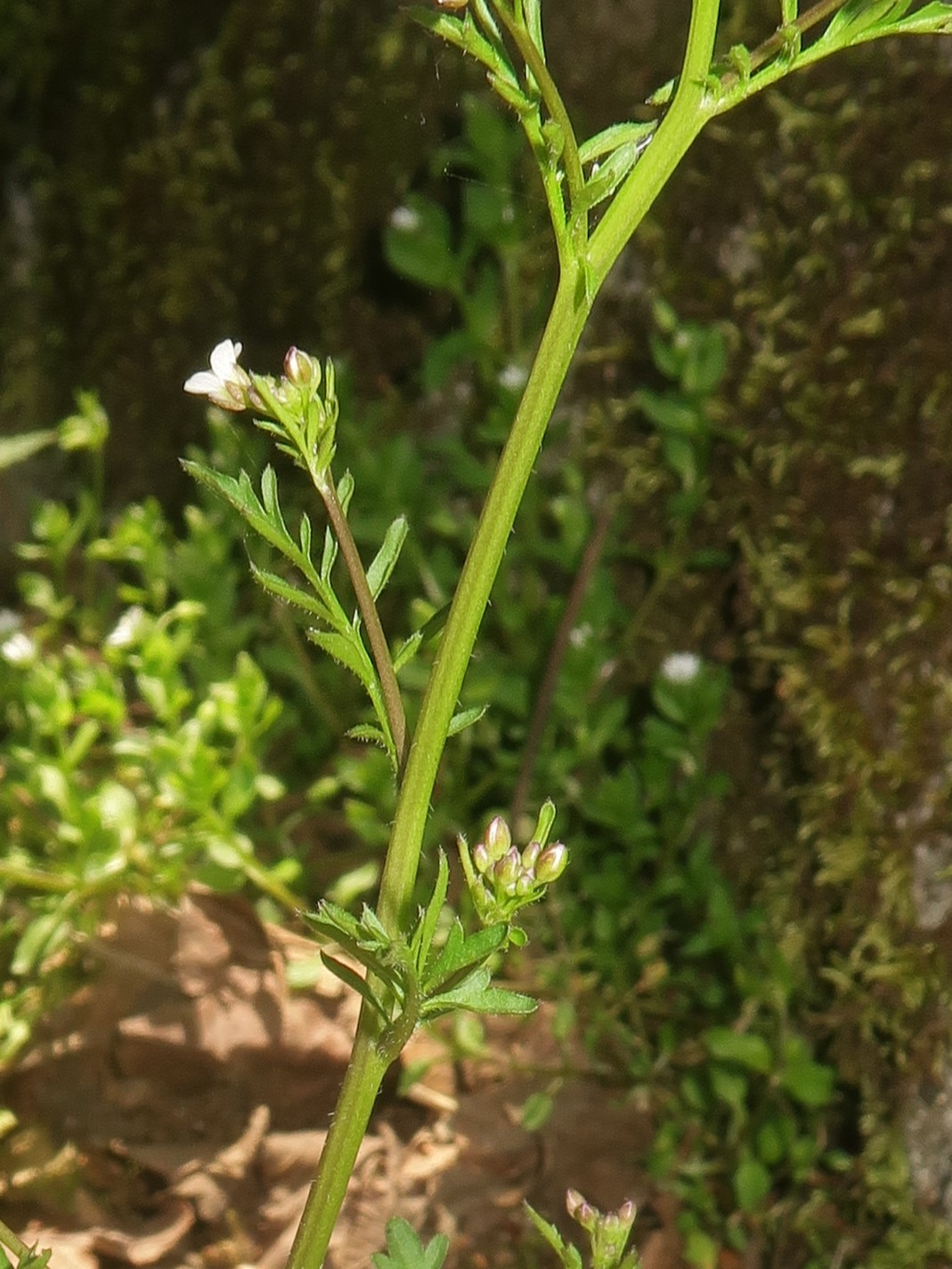
茎上部の葉。披針形から線状披針形で、ほとんど分裂せず、小葉の幅が狭い。
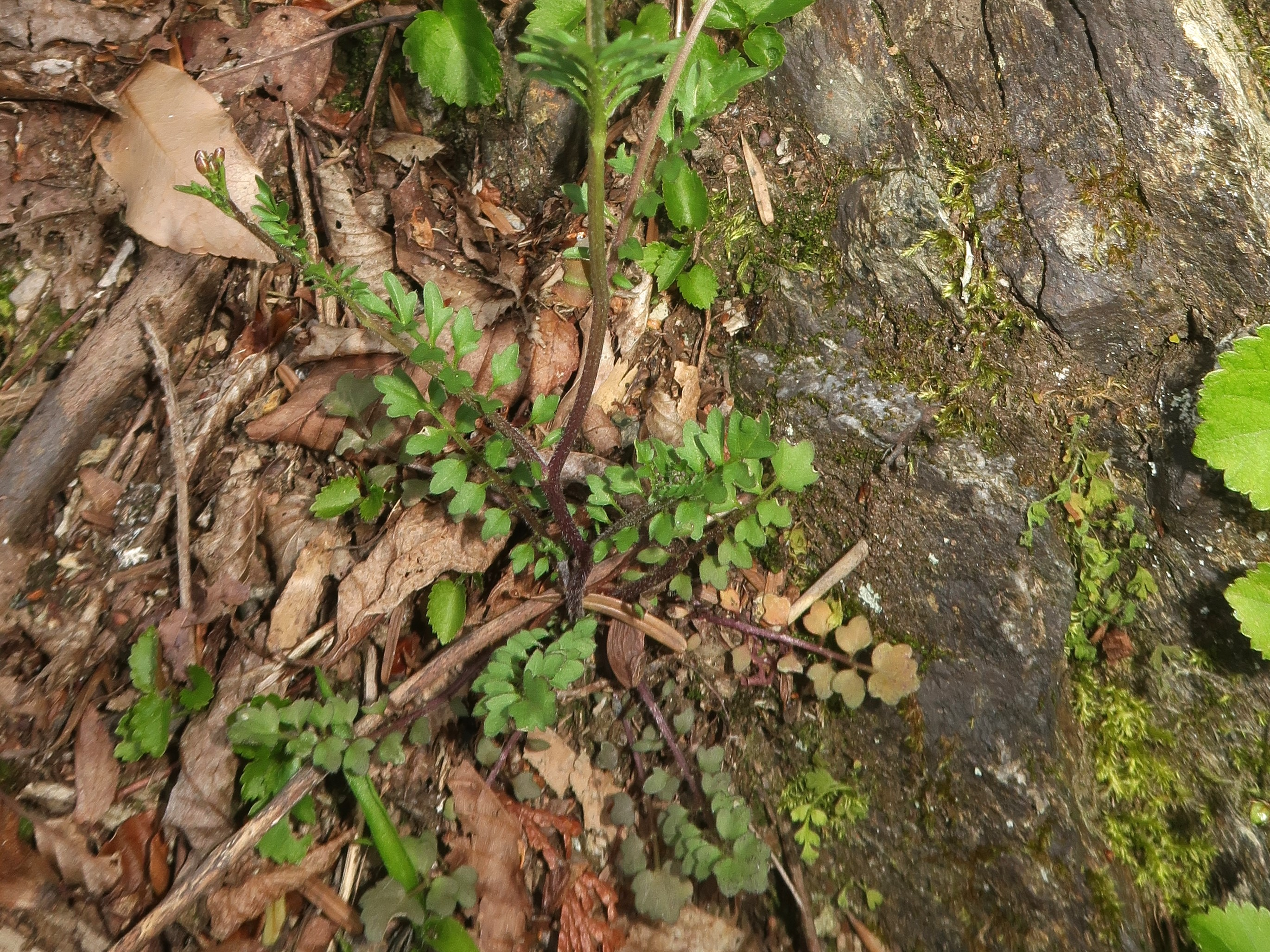
根出葉。全体に短毛が多く、下部はふつう帯暗紫色になる。根出葉はロゼット状になり、花期にも残る。